# Drymophila (fåglar)
Drymophila är ett fågelsläkte i familjen myrfåglar inom ordningen tättingar. Släktet omfattar elva arter som förekommer i Sydamerika, dels i Anderna från norra Colombia till norra Bolivia, dels från östra Brasilien till nordöstra Argentina:
- Rostmyrfågel (D. ferruginea)
- Paranámyrfågel (D. rubricollis)
- Roststjärtad myrfågel (D. genei)
- Ockragumpad myrfågel (D. ochropyga)
- Gråstjärtad myrfågel (D. malura)
- Fjällig myrfågel (D. squamata)
- Strimmig myrfågel (D. devillei)
- Östandinsk myrfågel (D. caudata)
- Venezuelamyrfågel (D. klagesi)
- Santamartamyrfågel (D. hellmayri)
- Strimhuvad myrfågel (D. striaticeps)